# Приз журі за короткометражний фільм (Каннський кінофестиваль)
Приз журі за короткометражний фільм (фр. Prix du Jury du court métrage) — одна з нагород, яка вручалася на Каннському міжнародному кінофестивалі з 1974 по 2010 рік. Приз присуджувало журі фестивалю за найкращий короткометражний фільм, що брав участь в офіційному відборі кінофоруму.

## Фільми-лауреати
| Рік  | Фільм                                 | Назва мовою орігіналу                 | Режисер(и)                          | Країна             |
| ---- | ------------------------------------- | ------------------------------------- | ----------------------------------- | ------------------ |
| 2010 | Купання Міккі                         | Micky Bader                           | Фріда Кемпфф                        | Швеція             |
| 2006 | Перший сніг                           | Première neige                        | Пабло Агеро, Рашед Мдіні            | Аргентина          |
| 2004 | Квартирне життя                       | Flatlife                              | Йонас Гейрнаерт                     | Бельгія            |
| 2003 | Людина без голови                     | L'Homme sans tête                     | Хуан Дієго Соланас                  | Франція/ Аргентина |
| 2002 | Камінь спотикання                     | La Pierre de la folie                 | Джессі Розенсвіт                    | Канада             |
| 2002 | Дуже тихий фільм                      | A very very silent film               | Маніш Джха                          | Індія              |
| 2001 | Татова донька                         | Daddy's girl                          | Ірвін Аллан                         | Велика Британія    |
| 2001 | Піца Пасіоната                        | Pizza passionata                      | Карі Юуусонен                       | Фінляндія          |
| 1999 | Пікнік                                | So poong                              | Сон Іль-гон                         | Південна Корея     |
| 1999 | Стоп                                  | Stop                                  | Родольф Марконі                     | Франція            |
| 1998 | Брехун                                | Gasman                                | Лінн Ремсі                          | Велика Британія    |
| 1998 | Підкова                               | Horseshoe                             | Девід Лодж                          | Велика Британія    |
| 1997 | Канікули                              | Les Vacances                          | Еммануель Берко                     | Франція            |
| 1997 | Леоні                                 | Leonie                                | Лівен Дебрувер                      | Бельгія            |
| 1996 | Маленькі смерті                       | Small deaths                          | Лінн Ремсі                          | Велика Британія    |
| 1995 | Баланс сил                            | Ca balance                            | Грегор Джордан                      | Австралія          |
| 1994 | Допомога лемінгам                     | Lemming aid                           | Грант Лагуд                         | Нова Зеландія      |
| 1991 | Буде важко                            | Push comes to shove                   | Білл Плімптон                       | США                |
| 1990 | Спальня                               | La Chambre à coucher                  | Мартен Копман                       | Нідерланди         |
| 1987 | Варіації на тему праймерів            | Variations sur des amorces            | режисер невідомий                   | США                |
| 1984 | Чума                                  | Чума                                  | Дмитро Такайшвілі                   | СРСР               |
| 1983 | Занадто багато базиліку               | Too much oregano                      | Керрі Фелтем                        | США                |
| 1983 | Тільки забув розповідь про Касабланку | The only forgotten take of Casablanca | Чарлі Веллер                        | ФРН                |
| 1981 | Зеа                                   | Zea                                   | Жан-Жак Ледюк                       | Канада             |
| 1981 | Пацюк                                 | Le rat                                | Елізабет Юппер                      | Франція            |
| 1980 | Виконавець                            | The Performer                         | Норма Бейлі                         | Канада             |
| 1980 | Куб                                   | Des cubes                             | Зденек Сметана                      | Чехословаччина     |
| 1979 | Свято дурнів                          | La fête des fous                      | Льюїс Расінеро Грау                 | Франція            |
| 1978 | О, мій любий                          | Oh my Darling                         | Борге Кінг                          | Нідерланди         |
| 1978 | Спецблюдо від Дунсбері                | The Doonesbury special                | Джон Габлі, Фейт Габлі, Гаррі Трюдо | США                |
| 1976 | Агулана                               | Agulana                               | Джеральд Фрідман                    | Бельгія            |
| 1974 | Голод                                 | Hunger                                | Петер Фельдеш                       | Канада             |